# Live in São Paulo 2008
Live in São Paulo 2008 es un álbum en vivo de la banda británica de rock progresivo Asia y fue publicado en 2009 por The Store for Music.  Fue relanzado en 2012 por la misma discográfica.  Este álbum forma parte de la colección Official Bootleg Tour 2008.
Este álbum en directo de dos discos fue grabado en un concierto que se efectuó en la ciudad de São Paulo, Brasil el 23 de marzo de 2008, de la gira promocional del álbum Phoenix.

## Lista de canciones

### Disco uno
| Side one |                                |                                                       |          |  |
| N.º      | Título                         | Escritor(es)                                          | Duración |  |
| 1.       | «Time Again»                   | John Wetton / Geoff Downes / Carl Palmer / Steve Howe |          |  |
| 2.       | «Wildest Dreams»               | Wetton / Downes                                       |          |  |
| 3.       | «One Step Closer»              | Wetton / Howe                                         |          |  |
| 4.       | «Roundabout»                   | Jon Anderson / Howe                                   |          |  |
| 5.       | «Without You»                  | Wetton / Howe                                         |          |  |
| 6.       | «Cutting It Fine / Bolero»     | Wetton / Downes / Howe                                |          |  |
| 7.       | «Clap»                         | Steve Howe                                            |          |  |
| 8.       | «Fanfare for the Common Man»   | Aaron Copland                                         |          |  |
| 9.       | «The Smile Has Left Your Eyes» | John Wetton                                           |          |  |
| 10.      | «Don't Cry»                    | Wetton / Downes                                       |          |  |

### Disco dos
| Side one |                                 |                               |          |  |
| N.º      | Título                          | Escritor(es)                  | Duración |  |
| 1.       | «The Court of the Crimson King» | Ian McDonald / Peter Sinfield |          |  |
| 2.       | «Here Comes the Feeling»        | Wetton / Downes               |          |  |
| 3.       | «Video Killed the Radio Star»   | Geoff Downes                  |          |  |
| 4.       | «The Heat Goes On»              | Wetton / Downes               |          |  |
| 5.       | «Only Time Will Tell»           | Wetton / Downes               |          |  |
| 6.       | «Sole Survivor»                 | Wetton / Downes               |          |  |
| 7.       | «Ride Easy»                     | Wetton / Howe                 |          |  |
| 8.       | «Heat of the Moment»            | Wetton / Downes               |          |  |

## Formación
- John Wetton — voz principal y bajo
- Geoff Downes — teclados y coros
- Carl Palmer — batería
- Steve Howe — guitarra acústica, guitarra eléctrica y coros